# María Celia Tejerina
María Celia Tejerina Mackern (15 de junho de 1994) é uma velejadora argentina que participou dos Jogos Olímpicos. 

## Trajetória esportiva
Ela ficou em 21º lugar no evento da classe RS:X feminina nos Jogos Olímpicos de Verão de 2016..
Além disso, ela participou por duas vezes dos Jogos Pan-Americanos na mesma classe, tendo concluído a competição em 4º lugar em Toronto 2015 e tendo ficado com a medalha de prata em Lima 2019.
A atleta está classificada para a competição da classe RS:X nos Jogos Olímpicos de Verão de 2020, em Tóquio, no Japão. A vaga veio após a realização do Campeonato Sul-Americano de 2020.